# Јувенилни дерматомиозитис
Јувенилни дерматомиозитис (скраћено ЈДМ) је најчешћа инфламаторна миопатија деце која у свим инфламаторних миопатија учествује са око 85%. Ова идиопатска инфламаторна миопатија индукована је аутоимуном дисфункцијом која доводи до слабости мишића и других компликација. Код ЈДМ имунолошки систем организма напада крвне судове детета у целом телу, узрокујући упални процес по типу васкулитиса.

## Епидемиологија
Морбидитет
Инциденција јувенилног дерматомиозитиса на глобалном нивоу је ниска и износи 2—4 случаја на 1.000.000 деце. У Сједињеним Државама, стопа инциденције је приближно 2-3 случаја на милион деце годишње.
Етничке разлике
Верује се да је инциденца у Великој Британији између 2-3 на милион деце годишње, са одређеном разликом између етничких група.
Полне разлике
Женско-мушки однос оболелих о ЈДМ је приближно 2 : 1.
Остале идиопатске инфламаторне миопатије
Остале идиопатске инфламаторне миопатије укључују; јувенилни полимиозитис (ПМ), који је реткост и није тако честа код деце као код одраслих.

## Етиологија
Иако је тачан узрок јувенилни дерматомиозитис непознат, сматра се да у његовом настанку важну улогу имају спољашњи и генетски фактори. HLA B8-DRB1*0301 хаплотип главног комплекса хистокомпатибилности (GHK) представља снажну асоцијацију везану са настанком ЈДМ.
Као и у другим аутоимуним болестима, активација дендритичних ћелија доводи до повећане продукције интерферона-тип 1 који је повишен у серуму болесника са јувенилним дерматомиозитисом — који корелира са активношћу болести.
Хипотеза о настанку болести
Једна од хипотеза у патогенези јувенилног дерматомиозитиса наводи следећи редослед догађаја:
- С5v-9 фактор активације макрофага (МАС) активиран непознатим антигеном депонује се на површину ендотелијалних ћелија. Активирани МАС је „окидач“ активације проинфламацијских цитокина што доводи до инфилтрације B лимфоцита, CD4+Т лимфоцита и дендритичних ћелија.
- То доводи до некрозе и исхемије мишићних капилара.
- Исхемија потом доводи до секундарне перифасцикуларне атрофије миофибрила.

## Клиничка слика
Основни клинички симптоми и знаци јувенилног дерматомиозитиса су:
- Слабост проксималне мускулатуре раменог и карличног појаса.[2]
- Болови у мишићима
- Тешко пењање уз степенице,
- Брже замарање,
- Устајање из чучња је практично код тежих облика болести немогуће (на прегледу је присутан Говерсов знак, где се из чучња дете рукама потпомаже при пењању уз сопстевене потколенице и натколенице.[1][2]
- Слабост проксималне мускулатуре раменог појаса доводи до немогућности подизања руку изнад 180% изнад главе.[2]
- Карактеристична, љубичаста хелиотропна оспа се јавља периорбитално на капцима и понекад може бити дискретна, а капци су понекад отечени.
- Готронове папуле су карактеристично присутне изнад малих зглобова шака у виду еритематозних или ливидних папулозних промена.
- Значајан налаз EMG-а код болесника који примарно испоље мишићну болест без појаве кожних манифестација.[1]
- На почетку болести могу бити присутни артралгије или артритис, контрактуре, едеми, дисфагија или дисфонија.
- Липодистрофија и калциноза коже су карактеристични за хронични ток болести.[1]
- Васкулопатија у јувенилном дерматомиозитису примарно захвата мишиће и кожу, али може доћи до захватања и других органа.
- У тешким облицима јувенилног дерматомиозитиса могуће је захватање гастроинтестиналног тракта са крвављењем из црева или перфорацијама.[1]
- Интерстицијални пнеумонитис је присутан у око 8% болесника.
- Кардиолошке манифестације јувенилног дерматомиозитиса су перикардитис, ендокардитис или аритмије. Ехосонографија је код болесника са дуготрајном активном болешћу (хронична оштећења органа, активна кожна болест) показала систолну и дијастолну дисфункцију.[1]

## Дијагноза
Воханови и Петерови критеријуми за дијагнозу јувенилног дерматомиозитиса
1. . Симетрична слабост проксималне мускулатуре
2. . Кожне промене — хелиотропна оспа, Готронове папуле
3. . Повишене вредности мишићних ензима
4. . ЕМГ денервација — миопатски потенцијали
5. . Мишићна биопсија — некроза, инфламација

## Диференцијална дијагноза
Диференцијално дијагностички код јувенилног дерматомиозитиса треба имати у виду следећа стања и болести:
| Диференцијална дијагноза  | Диференцијална дијагноза                                              |
| ------------------------- | --------------------------------------------------------------------- |
| Урођене мишићне болести   | Дишенова дистрофија                                                   |
| Метаболичке болести       | хипокалемија                                                          |
| Митохондријалне миопатије |                                                                       |
| Ендокрине болести         | - хипотиреоза - хипертиреоза - Кушингов синдром - дијабетес           |
| Неуролошке болести        | - мијастенија - Гилен-Варов синдром - мултипла склероза               |
| Инфекције                 | - вирусне - Лајмска болест - трихинелоза - токсоплазмоза - филаријаза |
| Аутоимуне болести         | - системски лупус - јувенилни артритис - псоријаза                    |

## Терапија
Основну терапију чини примена кортикостероида. На почетку активне болести примењује се у пулсним дозама метилпреднизолона или високим дозама орални преднизона (2-3 mg/kg).
Код тешких облика обавезна је допуна терапије применом метотрексата или циклоспорина А. Додавање ових лекова доводи до боље контроле болести. Доза оралних кортикостероида се постепено смањује када се достигне клиничка и лабораторијска ремисија.
Ако болесник после 12 недеља лечења не показује знаке побољшања, потребна је интензивнија терапија. Примена интравенског имуноглобулина се препоручује код резистентне болести, посебно код изражених кожних промена.
Код болесника са променама на унутрашњим органима или улцеративним променама на кожи може се покушати са применом циклофосфамида.
Код болесника са рефрактерном болешћу може се применити терапија ритуксимабом (моноклонско антитело против B лимфоцита) или анти-ТНФ-агенси, инфликсимаб или адалимумаб.

## Прогноза
Са раним лечењем код 30-50% болесника постиже се ремисија болести унутар 2-3 године од почетка болести.
Преосталих 50% болесника имају полициклични или хронични ток са перзистентном мишићном слабошћу, калцинозом, атрофијом коже или мишића, што захтева мултидисциплинарни приступ у збрињавању болесника.